# Gare de Tollembeek
La gare de Tollembeek est une gare ferroviaire belge de la ligne 123, de Grammont à Braine-le-Comte. Elle est située à Tollembeek, section de la commune belge de Gammerages dans le Pajottenland située en Région flamande dans la province du Brabant flamand.

## Situation ferroviaire
La gare de Tollembeek est située au point kilométrique (PK) 12,2 de la ligne 123, de Grammont à Enghien et Braine-le-Comte, entre les gares ouvertes de Gammerages et d’Hérinnes.

## Histoire
La « gare de Tollembeek » est mise en service le 1er octobre 1888 par l’administration des Chemins de fer de l'État belge sur la ligne de Gand à Braine-le-Comte, en service depuis 1867.
Simple arrêt, à l'origine, elle devient une halte en 1897 et est dotée d'un bâtiment de gare peu après[Quand ?]. C'était alors une halte ouverte aux trafics des voyageurs et des marchandises et munie d'une rampe de déchargement ainsi que d'installations de garage.
Il s’agit d’un bâtiment de plan type 1893 doté d'une aile latérale de 5 travées possédant quelques similitudes avec celui de la gare d'Appelterre.
Ce bâtiment de gare a par la suite perdu la partie haute servant de logement au chef de gare et l'aile attenante, ne laissant subsister que l'aile abritant le guichet et la salle d'attente. Ce dernier restant a depuis été désaffecté et, en 1996, il fut démoli à son tour. Tollembeek est désormais un simple point d'arrêt sans personnel.

## Service des voyageurs

### Accueil
Halte SNCB, c'est un point d'arrêt non géré (PANG) à accès libre. Elle équipée d'un automate pour l'achat des titres de transports.

### Desserte
Tollembeek est desservie par des trains Suburbains (S5 et S6),.

#### Semaine
En semaine, la gare est desservie par des trains S6 entre Schaerbeek et Denderleeuw via Bruxelles-Central, Hal, Enghien et Grammont, circulant toutes les heures.
Des trains supplémentaires en heure de pointe (S5 et S6) se rajoutent à la desserte régulière de Tollembeek :
- huit trains S5 de Malines à Grammont via Evere, Schuman, Hal et Enghien (trois dans le sens Grammont - Malines et deux dans le sens inverse le matin ; trois dans le sens Malines - Grammont l'après-midi) ;
  - le matin, un de ces trains S5 est scindé en gare de Grammont et continue vers Denderleeuw en tant que train P (rapide) tandis que l'autre moitié circule comme train S6 (à arrêts fréquents) vers la même gare de Denderleeuw.
- un train S6 Grammont - Bruxelles-Midi qui poursuit ensuite sa route comme train S8 en direction d'Ottignies (le matin) ;
- un train S6 Grammont - Schaerbeek (le matin, retour l'après-midi) ;
- un train S6 Bruxelles-Midi - Grammont provenant de la gare d'Ottignies en tant que train S8 (l'après-midi) ;
- un train S6 Enghien - Grammont (en fin d'après-midi).

#### Week-ends et fériés
Les week-ends et jours fériés, la desserte de Tollembeek se limite à un train S6 par heure, circulant sur le trajet Schaerbeek-Denderleeuw.

## Comptage voyageurs
Ce graphique et tableau montre le nombre de voyageurs embarquant en moyenne durant la semaine, le samedi et le dimanche.
| Nombre de passagers qui embarquent à la gare de Tollembeek | Nombre de passagers qui embarquent à la gare de Tollembeek | Nombre de passagers qui embarquent à la gare de Tollembeek | Nombre de passagers qui embarquent à la gare de Tollembeek |
|                                                            | Semaine                                                    | Samedi                                                     | Dimanche                                                   |
| ---------------------------------------------------------- | ---------------------------------------------------------- | ---------------------------------------------------------- | ---------------------------------------------------------- |
| 1977                                                       | 535                                                        | 71                                                         | 56                                                         |
| 1978                                                       | 421                                                        | 22                                                         | 12                                                         |
| 1979                                                       | 414                                                        | 29                                                         | 13                                                         |
| 1980                                                       | 404                                                        | 25                                                         | 21                                                         |
| 1981                                                       | 547                                                        | 39                                                         | 24                                                         |
| 1982                                                       | 316                                                        | 26                                                         | 30                                                         |
| 1983                                                       | 332                                                        | 14                                                         | 14                                                         |
| 1984                                                       | 404                                                        | 21                                                         | 17                                                         |
| 1985                                                       | 363                                                        | 25                                                         | 24                                                         |
| 1986                                                       | 524                                                        | 48                                                         | 27                                                         |
| 1987                                                       | 425                                                        | 61                                                         | 50                                                         |
| 1988                                                       | 345                                                        | 77                                                         | 27                                                         |
| 1989                                                       | 484                                                        | 67                                                         | 24                                                         |
| 1990                                                       | 414                                                        | 32                                                         | 34                                                         |
| 1991                                                       | 418                                                        | 44                                                         | 32                                                         |
| 1992                                                       | 424                                                        | 42                                                         | 33                                                         |
| 1993                                                       | 339                                                        | 66                                                         | 23                                                         |
| 1994                                                       | 380                                                        | 33                                                         | 37                                                         |
| 1995                                                       | 382                                                        | 54                                                         | 39                                                         |
| 1996                                                       | 412                                                        | 51                                                         | -                                                          |
| 1997                                                       | 450                                                        | 25                                                         | -                                                          |
| 1998                                                       | 383                                                        | 29                                                         | 16                                                         |
| 1999                                                       | 283                                                        | 24                                                         | 18                                                         |
| 2000                                                       | 311                                                        | 36                                                         | 26                                                         |
| 2001                                                       | 254                                                        | 28                                                         | 18                                                         |
| 2002                                                       | 355                                                        | 14                                                         | 13                                                         |
| 2003                                                       | 326                                                        | 21                                                         | 14                                                         |
| 2004                                                       | 346                                                        | 24                                                         | 18                                                         |
| 2005                                                       | 362                                                        | 20                                                         | 14                                                         |
| 2006                                                       | 326                                                        | 21                                                         | 14                                                         |
| 2007                                                       | 302                                                        | 18                                                         | 16                                                         |
| 2008                                                       | -                                                          | -                                                          | -                                                          |
| 2009                                                       | 285                                                        | 11                                                         | 12                                                         |
| 2010                                                       | -                                                          | -                                                          | -                                                          |
| 2011                                                       | -                                                          | -                                                          | -                                                          |
| 2012                                                       | 282                                                        | 24                                                         | 12                                                         |
| 2013                                                       | 333                                                        | 15                                                         | 24                                                         |
| 2014                                                       | 307                                                        | 22                                                         | 36                                                         |
| 2015                                                       | 284                                                        | 38                                                         | 28                                                         |
| 2016                                                       | 299                                                        | 50                                                         | 42                                                         |
| 2017                                                       | 274                                                        | 38                                                         | 38                                                         |
| 2018                                                       | 255                                                        | 51                                                         | 51                                                         |
| 2019                                                       | 258                                                        | 58                                                         | 58                                                         |
| 2020                                                       | 179                                                        | 34                                                         | 37                                                         |
| 2021                                                       | -                                                          | -                                                          | -                                                          |
| 2022                                                       | 353                                                        | 52                                                         | 55                                                         |
| 2023                                                       | 338                                                        | 144                                                        | 103                                                        |
| 2024                                                       | 334                                                        | 79                                                         | 58                                                         |